# Surextension impériale
 (septembre 2024).

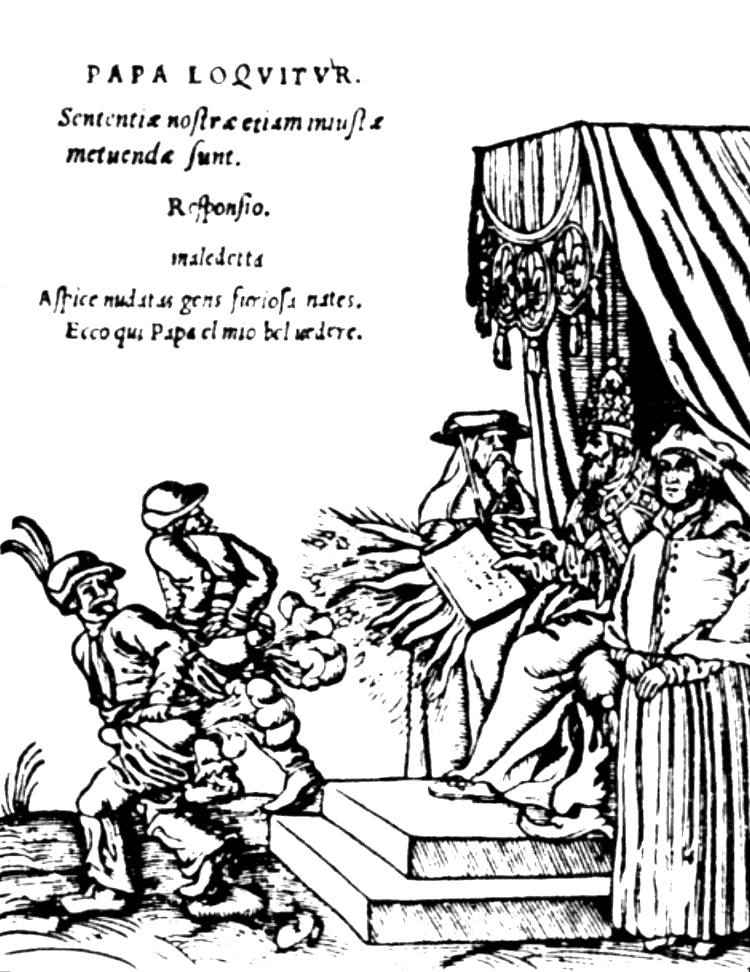
Un exemple de l'extension excessive de l'Empire fut lorsque la papauté, préoccupée par l'expansion des États pontificaux, laissa la Réforme prendre de l'ampleur au-delà de son contrôle, comme l'illustre une série de gravures sur bois (1545) généralement appelées Papstspotbilder ou Papstspottbilder en allemand ou Représentations de la papauté en anglais, par Lucas Cranach, commandées par Martin Luther. Titre : Baiser les pieds du pape. Les paysans allemands répondent à une bulle papale du pape Paul III. La légende dit : « Ne nous effrayez pas, Pape, avec votre bannissement, et ne soyez pas un homme si furieux. Sinon, nous nous retournerons et vous montrerons nos arrières. »,

La surextension impériale décrit la situation dans laquelle un empire s'étend au-delà de ses capacités militaires et économiques et s'effondre souvent pour cette raison. L'idée a été popularisée par l'historien de l'Université Yale Paul Kennedy dans son livre de 1987 The Rise and Fall of the Great Powers.
On peut dire que cela était vrai pour l'Empire romain, qui était fort et efficace aux premier et début du deuxième siècle de notre ère, malgré quelques revers (l'Allemagne en 9 de notre ère ; l'Écosse dans les années 80 de notre ère), mais qui a perdu des territoires par la suite (par exemple la Dacie et la Mésopotamie) et n'a pas pu repousser les Saxons, les Huns et autres « barbares » aux IVe et Ve siècles. De toute évidence, cela était également vrai pour l’Empire napoléonien, qui a réalisé des gains rapides par conquête au cours de la première décennie après que Napoléon soit devenu empereur des Français, mais s’est effondré militairement lorsqu’il a tenté de conquérir la Russie en 1812. De même, les trois principales puissances de l’Axe se sont toutes surétendues pendant la Seconde Guerre mondiale : l’Allemagne nazie, qui menait la guerre depuis 1939 en Europe de l’Ouest et de l’Est, a été encerclée, envahie et est tombée en 1945 ; le Japon impérial a mené une guerre totale en Chine et dans l’océan Pacifique ; et l’Italie fasciste, qui a ouvert en 1940 des fronts simultanés en Afrique, dans les Balkans et en Méditerranée, a subi des revers et est tombée en 1943.
La vision de Paul Kennedy a été critiquée de nombreuses manières, notamment par l'historiographe postmoderne Hayden White, l'historien économique Niall Ferguson et des écrivains marxistes tels que Perry Anderson et Alex Callinicos.